# Fritz Schulz-Reichel
Fritz Schulz-Reichel (Meiningen, 4 juli 1912 - Berlijn, 14 februari 1990) was een Duitse jazzpianist en componist. Hij werd ook wel 'Der schräge Otto' en 'Crazy Otto' genoemd.

## Biografie
Schulz-Reichel begon als concertpianist en voegde zich in 1934 bij het dansorkest van de Roemeense orkestleider James Kok, dat na diens emigratie in 1935 werd verder geleid door Ehrhard Bauschke. Schulz-Reichel speelde daarna in de in 1937 geformeerde band van Kurt Hohenberger en bij Herb Flemming. Vanaf 1939 begeleidde hij Rosita Serrano en in 1942 speelde hij in Oslo bij Herbert Velmer. Hij telde in die tijd, althans in het buitenland, reeds als de beste Duitse swingpianist.
Vanaf 1946 werkte hij mee in het Radio Berlijn dansorkest in de toenmalige Russische bezettingszone en begeleidde hij Walter Dobschinski, Johannes Rediske en Helmut Zacharias. In hetzelfde jaar componeerde hij ook zijn eerste succesvolle schlager Wenn ich dich seh', dann fange ich zu träumen an, gevolgd door Im Café de la Paix in Paris (1949), Am Samstag um vier (1951) en Zwei Verliebte in Paris (1960).
Echt populair werd hij vanaf 1952 als 'Schräger Otto'. Hij oriënteerde zich daarbij voornamelijk ook aan de stijl van de toentertijd in het Verenigd Koninkrijk zeer populaire ragtime- en honky-tonk-pianiste Winifred Atwell. In tegenstelling tot haar speelde hij weliswaar de in het naoorlogse Duitsland bekende evergreens in een ragtime-gelijkend ritme en dat niet op een vleugelpiano, maar op een gewone piano, waarbij de resp. middelste snaar licht naar boven was gestemd (voor de opname van enkele nummers drukte hij ook punaises in het vilt van de hamerkoppen), zo ontstond een voor hem uniek geluid (schräg), die min of meer herinnerde aan een kroegenpiano uit het begin van de 20e eeuw.
In 1955 was hij onder zijn artiestennaam 'Crazy Otto' met zijn gelijknamige album zeer succesvol in de Verenigde Staten. Het album plaatste zich op de toppositie van de hitlijst. Daarmee was Schultz-Reichelt nog voor Bert Kaempfert de eerste Duitser, die dat presteerde. Met Glad Rag Doll en Smiles, de versies van twee hits uit de jaren 1920, had hij ook twee successen in de singlehitlijst (#19, #21). Een medley van Duitse liederen onder de titel The Crazy Otto in de stijl van Fritz Schultz-Reichel van de Amerikaanse ragtimepianist Johnny Maddox plaatste zich in hetzelfde jaar 14 weken lang in de Amerikaanse hitlijst (#2) en werd de eerste ragtime-opname überhaupt, waarvan meer dan een miljoen exemplaren werden verkocht.
Schultz-Reichel, die als solist meewerkte bij meerdere radio-orkesten, componeerde ook enkele filmmuziek, trad op in talrijke films en regelmatig in amusementsprogramma's op televisie tijdens de jaren 1960 en begin jaren 1970. In 1965 had hij de eigen show Man müßte Klavier spielen können. Hij was al een ster ten tijde van de schellakplatentijd en maakte midden jaren 1950 net zo succesvol de overgang naar het vinyl mee. Zijn platen verschenen allen bij Polydor.
Tijdens de jaren 1990 werd een wasfiguur van hem gemaakt, die sinds mei 2013 te zien is in het Panoptikum in Mannheim.

## Overlijden
Fritz Schulz-Reichel overleed in februari 1990 op 77-jarige leeftijd.

## Discografie
- 1962: In der Bar nebenan Polydor 46 608 (mono/stereo)
- 1963: In der Bar gegenüber Polydor (mono/stereo)
- 1963: In der Bar um Mitternacht
- 1964: In der Bar international
- 1964: Die beschwipste Hit-Parade
- 1969: Piano in Gold Polydor (stereo)
- 2010: Musik aus der Piano-Bar (3 cd's)
- 2007: Midnight Piano
- 2001: Im Café de la Paix (Edition Berliner Musenkinder)

## Filmografie
- 1954: Keine Angst vor Schwiegermüttern (filmmuziek)
- 1954: Große Star-Parade (optreden)
- 1956: Rosmarie kommt aus Wildwest (filmmuziek)
- 1956: Der schräge Otto (optreden)
- 1958: Schwarze Nylons – Heiße Nächte (filmmuziek)
- 1959: Besuch aus heiterem Himmel (filmmuziek)
- 1965: Man müßte Klavier spielen können (show)
- 1970: Otto, der Klavierstimmer (optreden)